# Llista d'episodis de Kuroko i el bàsquet
Kuroko i el bàsquet és una sèrie anime que adapta el manga de l'autor Tadatoshi Fujimaki del mateix nom. L'anime va ser produït per Production I.G i dirigit per Shunsuke Tada. La primera temporada es va emetre del 7 d'abril al 22 de setembre de 2012. A l'edició d'hivern de la Jump NEXT es va anunciar la segona temporada, i es va estrenar el 6 d'octubre de 2013 i es va emetre fins al 29 de març de 2014. L'any següent es va estrenar la tercera i última temporada de la sèrie.
La sèrie s'ha doblat al català i s'emet al canal SX3 de Televisió de Catalunya.

## Temporades
| Temporada | Temporada | Episodis | Episodis | #  | #  | Dates d'emissió     | Dates d'emissió        | Dates d'emissió en català | Dates d'emissió en català |
| Temporada | Temporada | Episodis | Episodis | #  | #  | Primera emissió     | Última emissió         | Primera emissió           | Última emissió            |
| --------- | --------- | -------- | -------- | -- | -- | ------------------- | ---------------------- | ------------------------- | ------------------------- |
|           | 1         | 1-25     | 1-25     | 25 | 25 | 7 d'abril de 2012   | 22 de setembre de 2012 | 26 d'abril de 2024        | 11 de juny de 2024        |
|           | 2         | 26-50    | 26-50    | 25 | 25 | 6 d'octubre de 2013 | 29 de març de 2014     | 12 de juny de 2024        | 22 de juliol de 2024      |
|           | 3         | 51-75    | 51-75    | 25 | 25 | 10 de gener de 2015 | 30 de juny de 2015     | 23 de juliol de 2024      | 26 d'agost de 2024        |

## Llista d'episodis

### Primera temporada
| Núm. total | Núm. de la temporada | Títol                                                                                | Data d'emissió original | Data d'emissió en català |
| --- | -------------------- | ------------------------------------------------------------------------------------ | ----------------------- | ------------------------ |
| 1 | 1                    | Jo soc en Kuroko Kuroko wa boku desu (黒子はボクです)                                | 7 d'abril de 2012       | 26 d'abril de 2024       |
| En Taiga Kagami i en Tetsuya Kuroko s'inscriuen en el club de bàsquet de l'Institut Seirin. Durant un mini partit del primer entrenament, en Kagami demostra tenir un talent innat mentre que en Kuroko no sembla tenir gaires aptituds fins que descobreixen que ell és el sisè jugador fantasma de la Generació miraculosa de l'Institut Teiko! |                      |                                                                                      |                         |                          |
| 2 | 2                    | Ho dic de debò Honki desu (本気です)                                                 | 14 d'abril de 2012      | 30 d'abril de 2024       |
| En Kuroko es compromet a fer que en Kagami i els Seirin siguin els millors del Japó. L'entrenadora organitza un partit amistós contra l'Institut Kaijo, l'equip d'en Ryota Kise de la Generació miraculosa. En Kise es presenta a l'Institut Seirin per saludar en Kuroko, i en Kagami no se'n pot estar de desafiar-lo a un duel. |                      |                                                                                      |                         |                          |
| 3 | 3                    | M'estimo més no poder guanyar Katenē gurai ga chōdo ī (勝てねェぐらいがちょうどいい) | 21 d'abril de 2012      | 1 de maig de 2024        |
| Comença el partit amistós entre l'Institut Seirin i l'Institut Kaijo. Els Kaijo estan convençuts que guanyaran però en Kagami i en Kuroko no els ho posaran fàcil. La intensitat del partit fa que en Kuroko perdi eficiència i durant un temps mort, en Kise aprofitarà per revelar el punt feble d'en Kuroko al seu equip. Mentrestant, en Kagami també creu haver descobert el punt feble d'en Kise. |                      |                                                                                      |                         |                          |
| 4 | 4                    | Al contraatac! Gyakushū yoroshiku! (逆襲よろしく！)                                  | 28 d'abril de 2012      | 2 de maig de 2024        |
| Comença el segon quart en el partit amistós entre els Seirin i els Kaijo. Els Seirin van escurçant la diferència en el marcador. En Kuroko i en Kagami coordinen les seves jugades fent créixer les opcions d'atac, però en Kuroko rep un cop i es veu obligat a retirar-se. A la quarta part, en Kuroko es reincorpora i duu el seu equip fins l'empat però llavors, la mirada d'en Kise canvia... |                      |                                                                                      |                         |                          |
| 5 | 5                    | La teva manera de veure el bàsquet Omae no basuke (おまえのバスケ)                   | 5 de maig de 2012       | 3 de maig de 2024        |
| El partit amistós entre els Seirin i els Kaijo finalitza amb la victòria dels Seirin. En Kise, que no havia perdut mai un partit no pot contenir les llàgrimes. En Shintaro Midorima, membre de la Generació miraculosa, ha vingut a veure el partit perquè el seu equip jugarà contra els Seirin a les eliminatòries. De camí a casa en Kuroko desapareix. Mentre tot l'equip el busca, en Kagami el troba a punt de ficar-se en un bon embolic. |                      |                                                                                      |                         |                          |
| 6 | 6                    | Deixa'm dir-te un parell de coses Futatsu ttte oku ze (２つ言っておくぜ)             | 12 de maig de 2012      | 7 de maig de 2024        |
| Comença la primera ronda de les eliminatòries pel Campionat Interescolar. Per arribar a la Lliga Final no es pot perdre ni un sol partit. Els Seirin s'enfronten contra l'Acadèmia Shinkyo que ha pujat de nivell gràcies al fitxatge de Papa Mbaye Siki, un estudiant d'intercanvi del Senegal de dos metres que no està disposat a perdre. |                      |                                                                                      |                         |                          |
| 7 | 7                    | Veureu una cosa al·lucinant Sugoi mon mireru wa yo (すごいもん見れるわよ)            | 19 de maig de 2012      | 8 de maig de 2024        |
| Els Seirin s'enfronten contra els Shinkyo a la primera ronda de les eliminatòries. En Kuroko se sent ofès perquè en Papa l'ha tractat com un nen i aconsegueix amb les seves passades marcar una diferència en el marcador del primer quart. A partir del segon quart, amb l'absència d'en Kuroko, en Kagami s'encarrega d'aplacar en Papa per tal que aquests dos metres d'alçada no els impedeixin la victòria. |                      |                                                                                      |                         |                          |
| 8 | 8                    | Ara més que mai Aratamete omoimashita (改めて思いました)                             | 26 de maig de 2012      | 9 de maig de 2024        |
| Els Seiho es classifiquen per la semifinal de la fase eliminatòria del Campionat Interescolar. El seu següent rival és l'Institut Seiho, conegut per ser un dels tres Reis de Tòquio. Per en Hyuga i els altres veterans dels Seirin es tracta del rival contra el que van patir una derrota humiliant l'any anterior. Per poder superar el passat, en Kuroko i en Kagami es proposen guanyar com sigui. Però només començar el partit, la defensa implacable dels Seiho i les tècniques d'arts marcials ancestrals que han incorporat fan que sigui gairebé impossible marcar. |                      |                                                                                      |                         |                          |
| 9 | 9                    | Per guanyar Katsu tame ni (勝つために)                                               | 2 de juny de 2012       | 10 de maig de 2024       |
| Els Seirin s'enfronten contra els Seiho en el partit de la semifinal de la fase eliminatòria del Campionat Interescolar. Gràcies a les esmaixades d'en Kagami i les passades d'en Kuroko empaten el primer quart. Però davant la defensa infranquejable dels Seiho, en Kagami acaba marcant la quarta falta. Per evitar que sigui expulsat, canvien en Kagami i en Kuroko. Malgrat la difícil situació, els veterans de l'equip es comprometen a guanyar als Seiho. |                      |                                                                                      |                         |                          |
| 10 | 10                   | No ho permetré Komarimasu (困ります)                                                 | 9 de juny de 2012       | 14 de maig de 2024       |
| El partit de la semifinal de les eliminatòries entre els Seirin i els Seiho està a punt d'acabar. En Kuroko torna a la pista decidit a guanyar per tal de recuperar l'orgull dels veterans de l'equip. Els Seiho lluiten per mantenir el títol de Rei però finalment acaben perdent de forma dramàtica. Després d'una curta pausa comença la final entre els Seirin i els Shutoku d'en Midorima. El partit comença molt equilibrat. Qui serà el primer de marcar i prendre el control?                                                                                          |                      |                                                                                      |                         |                          |
| 11 | 11                   | Això no s'ha acabat Sonna mon janē daro (そんなもんじゃねえだろ)                     | 16 de juny de 2012      | 15 de maig de 2024       |
| A la final de les eliminatòries, els Shutoku marquen el primer punt però tot seguit en Kuroko fa una llarga passada a en Kagami i encistella. Veient el risc que suposa en Kuroko, els Shutoku canvien la posició d'en Takao perquè el marqui i així eviti les seves passades doncs resulta tenir una habilitat que fa que la tècnica de distracció d'en Kuroko no tingui efecte sobre ell. |                      |                                                                                      |                         |                          |
| 12 | 12                   | Què és guanyar? "Shōri" tte nan desu ka (『勝利』ってなんですか)                     | 23 de juny de 2012      | 16 de maig de 2024       |
| Al final del segon quart, els Shutoku tenen una avantatge de gairebé 20 punts. En Midorima demostra tenir un rang de tir que s'estén per tota la pista. En Kuroko roman a la banqueta posat que a en Takao no li fa efecte la seva tècnica de distracció. En Kagami s'adona que no pot dependre d'en Kuroko i els veterans de l'equip per guanyar i comença a explotar al màxim les seves habilitats innates duent el pes del partit. |                      |                                                                                      |                         |                          |
| 13 | 13                   | Jo també confiava en tu Shinjitemashita (信じてました)                               | 30 de juny de 2012      | 17 de maig de 2024       |
| Comença l'últim quart de la final de les eliminatòries entre els Seirin i els Shutoku. En Kuroko torna a la pista amb un estricte marcatge d'en Takao. Però en Kuroko té una idea per desfer-se d'ell. Mentrestant, en Kagami s'està quedant sense energia i el número de salts que li queden per fer és limitat. Els dos equips arribaran als últims segons del partit molt renyits i tot dependrà d'una única cistella. |                      |                                                                                      |                         |                          |
| 14 | 14                   | Són clavats Sokkuri da ne (そっくりだね)                                             | 7 de juliol de 2012     | 21 de maig de 2024       |
| Després d'una dura batalla, els Seirin guanyen als Shutoku i es classifiquen per la Lliga Final de les eliminatòries pel Campionat Interescolar. Els Seirin continuen entrenant. En un dels entrenament que fan a la piscina, apareix la Momoi, l'ajudant de l'equip de l'Acadèmia Tôô on juga l'Aomine, un altre membre de la Generació miraculosa amb qui s'hauran d'enfrontar a la Lliga Final. Mentrestant, l'Aomine es presentarà davant d'en Kagami per posar-lo a prova.                                                                                                 |                      |                                                                                      |                         |                          |
| 15 | 15                   | No em facis riure Warawasenna yo (笑わせんなよ)                                      | 14 de juliol de 2012    | 22 de maig de 2024       |
| A punt de començar el primer partir de la Lliga Final, l'Aomine decideix passar de l'entrenament. En Kagami, que ha perdut en un u contra u amb l'Aomine, sent per boca d'en Kuroko que a l'Aomine li agradava jugar a bàsquet més que ningú però com això va anar canviant degut al seu gran talent. Llavors en Kagami promet derrotar-lo per tal d'obrir-li els ulls. El partit comença i l'Aomine no apareix... |                      |                                                                                      |                         |                          |
| 16 | 16                   | Va, juguem Yarō ka (やろーか)                                                        | 21 de juliol de 2012    | 23 de maig de 2024       |
| El partit dels Tôô i els Seirin comença sense l'Aomine. Tot i l'absència de l'Aomine, els Tôô demostren un gran nivell jugant de forma individual, gran part gràcies a les indicacions de la Momoi que s'ha encarregat d'obtenir gran quantitat d'informació dels jugadors del Seirin i és capaç de predir els seus moviments, de tots, menys d'en Kuroko que resulta imprevisible. |                      |                                                                                      |                         |                          |
| 17 | 17                   | Sou tots uns estrafolaris Fuzaketa yatsu bakkari da (ふざけた奴ばっかりだ)           | 28 de juliol de 2012    | 24 de maig de 2024       |
| A punt d'acabar el segon quart, amb deu punts de diferència en el marcador a favor dels Tôô, arriba l'Aomine que s'incorpora al partit enfrontant-se contra en Kuroko i en Kagami. Després de la mitja part, els Seirin decideixen fer descansar en Kuroko i en Kagami ha d'enfrontar-se sol contra l'Aomine que ha començat la segona part disposat a jugar de debò. |                      |                                                                                      |                         |                          |
| 18 | 18                   | No em penso rendir Iya da!! (嫌だ！！)                                               | 4 d'agost de 2012       | 28 de maig de 2024       |
| L'estil de bàsquet de carrer de l'Aomine, lliure i imprevisible, desconcerta els Seirin. Les seves jugades imparables fins i tot per en Kagami fan que la diferència en el marcador sigui cada cop més gran i els Seirin decideixen treure en Kuroko a la pista però les seves passades són interceptades per l'Aomine, doncs ningú millor que ell coneix la seva manera de jugar a bàsquet. |                      |                                                                                      |                         |                          |
| 19 | 19                   | Un nou repte Atarashī chōsen e (新しい挑戦へ)                                        | 11 d'agost de 2012      | 29 de maig de 2024       |
| Els Seirin pateixen una gran derrota contra els Tôô. La lesió d'en Kagami l'impedeix jugar els dos partits restants i en Kuroko perd efectivitat. Finalment, els Seirin queden eliminats de la Lliga Final i es queden sense opcions de participar al Campionat Interescolar. Però els Seirin comencen a preparar-se pel seu següent objectiu, la Copa d'Hivern. I llavors, apareix en Kiyoshi, el fundador dels Seirin i l'as de l'equip. |                      |                                                                                      |                         |                          |
| 20 | 20                   | No diguis què vols Naritai janē yo (なりたいじゃねーよ)                              | 18 d'agost de 2012      | 30 de maig de 2024       |
| Només arribar, en Kiyoshi desafia a un u contra u a en Kagami en el que es juguen la titularitat. En un partit amistós, en Kiyoshi insisteix en fer jugar només els membres de primer curs. El seu objectiu no és tant fer veure en Kagami que tot sol no pot guanyar, sinó fer conèixer els límits del seu estil de joc en Kuroko. |                      |                                                                                      |                         |                          |
| 21 | 21                   | Va, que comencem Hajimeru wa yo (始めるわよ)                                         | 25 d'agost de 2012      | 31 de maig de 2024       |
| Els Seirin es preparen per la Copa d'Hivern i durant les vacances d'estiu faran dues concentracions d'entrenaments. La primera de les concentracions és a la platja. Sobre la sorra, la Riko ha planejat que cadascú dels jugadors millori les seves habilitats individuals. A l'alberg coincideixen amb els membre de l'equip dels Shutoku amb qui hauran de compartir el pavelló. |                      |                                                                                      |                         |                          |
| 22 | 22                   | Guanyaré encara que em mori Shindemo katsussu kedo (死んでも勝つっスけど)            | 1 de setembre de 2012   | 4 de juny de 2024        |
| En els entrenaments de la concentració d'estiu, els Seirin acaben perdent els tres partits amistosos contra els Shutoku. En Kagami s'ha passat la concentració corrents sol per la platja i se sent frustrat, però la Riko li farà veure quin era el seu objectiu. Després d'un u contra u, en Midorima li donarà pistes sobre quin camí ha de segui per millorar. Finalitzada la concentració, els Seirin aniran a veure el partit del Campionat Interescolar entre els Kaijo i els Tôô.                                                                                       |                      |                                                                                      |                         |                          |
| 22.5 | OVA                  | Salt inicial Tip off (Tip off)                                                       | 22 de febrer de 2013    | 5 de juny de 2024        |
| Aquest episodi explica el passat de la generació miraculosa. Quina mena de relacions interpersonals hi havia entre ells i què els ha portat a la rivalitat del present. |                      |                                                                                      |                         |                          |
| 23 | 23                   | No soc prou madur Otona janē yo! (大人じゃねーよ！)                                  | 8 de setembre de 2012   | 6 de juny de 2024        |
| El partit de quarts de final del Campionat Interescolar entre els Kaijo i els Tôô comença amb un duel entre en Kise i en Midorima, dos membres de la Generació miraculosa. Gràcies en Kise i l'ajuda del capità de l'equip, en Kasamatsu, els Kaijô s'imposen al primer quart. Però a partir del segon quart, l'Aomine comença a desplegar el seu veritable potencial... |                      |                                                                                      |                         |                          |
| 24 | 24                   | Esteu molt equivocats! Kanchigai shitenjanē yo (カン違いしてんじゃねーよ)            | 15 de setembre de 2012  | 7 de juny de 2024        |
| Fins i tot en Kise, que té la prodigiosa habilitat de copiar les jugades que ha vist una vegada, no pot imitar l'estil únic de l'Aomine. Però per tal de vèncer els Tôô, en Kise accepta el repte de copiar-lo. Mentre la resta dels membres del seu equip intenten contenir la diferència del marcador, en Kise sembla aprendre més ràpid del que s'esperava. |                      |                                                                                      |                         |                          |
| 25 | 25                   | El teu bàsquet i el meu bàsquet Ore to omae no basuke (オレとおまえのバスケ)         | 23 de setembre de 2012  | 11 de juny de 2024       |
| El partit dels quarts de final entre els Kaijo i els Tôô arriba a l'últim quart. El duel entre l'Aomine i en Kise arriba a l'últim minut de partit sense que cap dels dos faci un pas enrere. Després de veure l'espectacular partit, els membres del Seirin així com en Midorima i en Takao dels Shutoku, comencen a pensar en la Copa d'Hivern. |                      |                                                                                      |                         |                          |

### Segona temporada
| Núm. total | Núm. de la temporada | Títol                                                                                     | Data d'emissió original | Data d'emissió en català |
| --- | -------------------- | ----------------------------------------------------------------------------------------- | ----------------------- | ------------------------ |
| 26 | 1                    | Quina sorpresa trobar-te aquí Konna tokoro de au towa na (こんな所で会うとはな)           | 6 d'octubre de 2013     | 12 de juny de 2024       |
| L'equip de bàsquet de l'Institu Seirin es prepara per enfrontar-se a la Generació miraculosa en la Copa d'Hivern. En Kuroko i companyia aprofiten el dia lliure per participar en un torneig de bàsquet de carrer. Allà coincideixen amb en Tatsuya Himuro de qui en Kagami va aprendre a jugar a bàsquet quan vivia als Estats Units. I juntament amb en Himuro l'acompanya l'Atsushi Murasakibara, membre de la Generació miraculosa.                   |                      |                                                                                           |                         |                          |
| 27 | 2                    | A la copa d'hivern Uintā kappu de (ウインターカップで)                                    | 13 d'octubre de 2013    | 13 de juny de 2024       |
| En Murasakibara, de la Generació miraculosa, es presenta al torneig de bàsquet de carrer. En Kagami no se'n pot esta de desafiar-lo i en Murasakibara juntament amb en Himuro s'enfronten contra en Kuroko i companyia. Mentrestant, la resta dels membres del Seirin, tot i ser el seu dia lliure, es troben per entrenar al pavelló on es presentarà la Momoi entre llàgrimes.                                                                          |                      |                                                                                           |                         |                          |
| 28 | 3                    | Endavant! Shidō!!! (始動！！！)                                                           | 20 d'octubre de 2013    | 14 de juny de 2024       |
| Finalment comença la fase eliminatòria de la Copa d'Hivern. Els primers rivals dels Seirin són els Josei amb un joc interior molt agressiu gràcies al seu pivot Narumi i al doble marcatge sobre en Kagami. Malgrat que els Seirin tenen un joc interior més aviat dèbil, la reincorporació d'en Kiyoshi desconcertarà al rival. |                      |                                                                                           |                         |                          |
| 29 | 4                    | Només hi ha una resposta Kotae wa hitotsu ni kimatteiru (答えは一つに決まっている)        | 27 d'octubre de 2013    | 18 de juny de 2024       |
| Ja s'han classificat els quatre equips que participen a la Lliga Final en la que es decidirà quins dos equips representaran a Tòquio en la Copa d'Hivern. En el primer partit, els Seirin guanyen contra els Senshinkan, el Rei de l'Oest; i els Shutoku guanyen per pallissa als Kirisaki Daiichi. Malgrat això, el líder dels Kirisaki, en Makoto Hanamiya, un dels Cinc Reis sense Corona, s'ha quedat a les grades observant el partit dels Seirin... |                      |                                                                                           |                         |                          |
| 30 | 5                    | T'estàvem esperant Matteta ze (待ってたぜ)                                                | 3 de novembre de 2013   | 19 de juny de 2024       |
| Durant el segon quart del partit entre els Seirin i els Shutoku, en Kagami continua bloquejant els llançaments d'en Midorima. Però en Midorima sorprèn amb un estil de joc totalment inusual en ell. La incorporació d'en Kiyoshi enforteix l'interior dels Shutoku i a la segona part es preparen per començar una guerra de punts. |                      |                                                                                           |                         |                          |
| 31 | 6                    | Ja fa molt de temps que l'he superat Tō no mukashi ni koeteiru (とうの昔に超えている)     | 10 de novembre de 2013  | 21 de juny de 2024       |
| A punt de finalitzar el tercer quart, els Seirin treuen a la pista en Kuroko que amb la seva nova habilitat, l'Entrada Dissipant, aconsegueix regatejar en Midorima i en Takao i sumar punts al marcador fins a arribar a l'empat. Durant l'últim quart, cap dels dos equips sembla disposat a cedir i arriben als últims dos segons del partit sense que hi hagi un resultat definitiu.                                                                  |                      |                                                                                           |                         |                          |
| 32 | 7                    | Deixa-ho estar Akiramero (あきらめろ)                                                     | 17 de novembre de 2013  | 25 de juny de 2024       |
| El trepidant partit entre els Seirin i els Shutoku finalment acaba en empat. En Kuroko i en Midorima prometen tornar-se a enfrontar a la Copa d'Hivern. En acabar el partit, en Kagami sent una conversa entre en Hyuga i en Kiyoshi, i es queda astorat en sentir dir en Kiyoshi que aquest any és la seva última oportunitat. |                      |                                                                                           |                         |                          |
| 33 | 8                    | Som l'equip de bàsquet del Seirin! Seirin koukou basuke-bu da! (誠凜高校バスケ部だ！)     | 24 de novembre de 2013  | 26 de juny de 2024       |
| En Hyuga deixa enrere el seu passat i s'incorpora a l'equip de bàsquet. En comprovar la ferma determinació que mostren els membres de l'equip des de dalt del terrat de l'institut, la Riko també s'hi uneix. Malgrat que en Kiyoshi i en Hyuga no s'avenen gaire, dins la pista aconseguiran dur l'equip fins a les portes de la Lliga Final. |                      |                                                                                           |                         |                          |
| 34 | 9                    | Els hem de guanyar com sigui! Kanarazu taosu! (必ず倒す！)                                | 1 de desembre de 2013   | 27 de juny de 2024       |
| Els Seirin comencen marcant el primer punt, però els Kirisaki Daiichi aprofiten els angles morts de l'àrbitre per jugar brut. En Kiyoshi, que ja se les va tenir l'any passat amb en Hanamiya, decideix encarregar-se tot sol de l'interior perquè no lesionin els seus companys. |                      |                                                                                           |                         |                          |
| 35 | 10                   | Confiança Shinrai da (信頼だ)                                                             | 8 de desembre de 2013   | 28 de juny de 2024       |
| Els Seirin acaben el segon quart liderant el partit gràcies al fet que en Kiyoshi para amb el seu propi cos tots els cops del joc brut dels Kirisaki Daiichi. Al tercer quart, surt a jugar en Seto, que juntament amb en Hanamiya formen una "teranyina" que intercepta totes les passades de l'Izuki. Com més els puja la sang al cap, els Seirin queden més atrapats a la trampa.                                                                      |                      |                                                                                           |                         |                          |
| 36 | 11                   | No diguis bestieses Fuzakeru na (ふざけるな)                                              | 15 de desembre de 2013  | 1 de juliol de 2024      |
| En Hyuga, la Riko i els altres convencen en Kiyoshi perquè es retiri a la banqueta. En Hyuga se sent furiós davant el joc brut dels Kirisaki Daichi i no aconsegueix encistellar cap triple. Però de sobte recorda que la promesa que li va fer a en Kiyoshi no era derrotar en Hanamiya, sinó convertir-se en els millors del Japó. |                      |                                                                                           |                         |                          |
| 37 | 12                   | Serà un plaer Yoroshū tanomu wa (よろしゅうたのむわ)                                      | 22 de desembre de 2013  | 2 de juliol de 2024      |
| Després d'assegurar-se una plaça per la Copa d'Hivern, els Seirin es relaxen en unes aigües termals. Allà coincideixen amb els membres de l'equip de l'Acadèmia Tôô. Aprofitant que han jugat un partit d'entrenament per la vora, l'Imayoshi i companyia fan una visita als Seirin per anunciar-los que ells seran els primers rivals de la Copa d'Hivern.                                                                                               |                      |                                                                                           |                         |                          |
| 38 | 13                   | Aquesta vegada, no Kondo wa mou zettai ni (今度はもう絶対に)                              | 5 de gener de 2014      | 3 de juliol de 2024      |
| En Kagami marxa als Estats Units a entrenar-se amb qui va ensenyar-li a jugar a bàsquet quan vivia a Los Angeles. La resta de l'equip s'entrena amb el pare de la Riko, que de jove havia format part de la selecció nacional. Finalment, arriba el dia del primer partit de la Copa d'Hivern, en què els Seirin s'enfronten amb els Tôô. |                      |                                                                                           |                         |                          |
| 39 | 14                   | Un esforç en va Mudana doryoku da (ムダな努力だ)                                          | 12 de gener de 2014     | 4 de juliol de 2024      |
| Comença el primer partit de la Copa d'hivern entre els Seirin i els Tôô. Els Seirin intenten no quedar enrere amb les jugades d'en Kuroko i en Kiyoshi, però els Tôô demostren tenir un gran nivell. En Hyuga i en Sakurai inicien una competició de triples i el primer quart acaba en empat. Tan bon punt comença el segon quart, en Kuroko desafia l'Aomine a un un contra un...!                                                                      |                      |                                                                                           |                         |                          |
| 40 | 15                   | Deu estar molt emocionat Ureshikute shōganai to omoimasu (嬉しくてしょうがないと思います) | 19 de gener de 2014     | 5 de juliol de 2024      |
| La nova jugada d'en Kuroko ha deixat de tenir efecte sobre l'Aomine i en Kuroko es feu obligat a seure a la banqueta. Les ganes d'ajudar al seu company desperten el potencial d'en Kagami. L'Aomine s'adona de la transformació d'en Kagami i no pot evitar sentir-se emocionat de poder-se enfrontar a un rival que està a la seva alçada. |                      |                                                                                           |                         |                          |
| 41 | 16                   | Hem de guanyar ara! Ima katsunda! (今勝つんだ！)                                          | 26 de gener de 2014     | 8 de juliol de 2024      |
| A causa del marcatge de l'Imayoshi, en Kuroko es veu lligat de mans i peus. Gràcies a les previsions de la Momoi basades en les dades, els Tôô aconsegueixen aplacar els atacs del Seirin. La diferència de punts no para de créixer, però en Kuroko tindrà una darrera carta amagada a la màniga: la tècnica de Distracció de Desbordament! |                      |                                                                                           |                         |                          |
| 41.5 | OVA 2                | Tornem a jugar? Mō ikkai yarimasen ka (もう一回やりませんか)                              | 20 de juny de 2014      | 9 de juliol de 2024      |
| A l'Institut de secundària Teiko, en Kuroko practica cada nit en el gimnàs del tercer equip. L'Aomine descobreix que els sorolls que se senten no són causats per un fantasma i l'empenta que demostra tenir en Kuroko per millorar i ascendir al primer equip l'anima a entrenar cada dia amb ell. L'Akashi descobreix les peculiars habilitats d'en Kuroko i l'ascendeix al primer equip on començarà a jugar amb l'Aomine.                             |                      |                                                                                           |                         |                          |
| 42 | 17                   | Nosaltres hi confiem! Shinjitemasu kara (信じてますから)                                  | 2 de febrer de 2014     | 10 de juliol de 2024     |
| Ja a l'últim quart del partit entre els Seirin i els Tôô, per més que s'hi esforcen els Seirin no poden escurçar la diferència del marcador. En Kuroko, en Kagami i en Kiyoshi decideixen fer un triple marcatge a l'Aomine i aconsegueixen parar-li els peus, però l'Aomine de sobte entra a la zona...! |                      |                                                                                           |                         |                          |
| 43 | 18                   | No penso perdre! Makeru ka yo (負けるかよ)                                                | 9 de febrer de 2014     | 11 de juliol de 2024     |
| En Kagami sap que el destí dels Seirin està a les seves mans i a l'igual que l'Aomine també entra a la zona. Comença així el combat entre els asos dels dos equips que semblen jugar en una altra dimensió. Pocs segons abans del final del partit, tan sols els separen tres punts de diferència. Als Seirin no els queden forces per una pròrroga així que per guanyar els caldrà fer dues cistelles.                                                   |                      |                                                                                           |                         |                          |
| 44 | 19                   | Ensenya-me'n Oshiete kudasai (教えてください)                                             | 16 de febrer de 2014    | 12 de juliol de 2024     |
| Després de superar el primer partit de la Copa d'Hivern, els Seirin es reuneixen a casa d'en Kagami per celebrar-ho. De sobte apareix l'Alex, l'exjugadora de la WNBA que va ensenyar a jugar a bàsquet a en Kagami i a en Tatsuya. Després de comprovar l'enorme talent de la Generació miraculosa, l'Alex proposa a en Kagami fer un entrenament abans del següent partit.                                                                              |                      |                                                                                           |                         |                          |
| 45 | 20                   | No és tan fàcil Karui mono na hazu nai darō (軽いものなはずないだろう)                    | 23 de febrer de 2014    | 15 de juliol de 2024     |
| A la segona ronda de la Copa d'Hivern, els Seirin s'enfronten contra els Nakamiya Minami. La Riko decideix jugar sense en Kuroko i en Kagami. Els veterans no se n'acaben de sortir, però el seu fort desig de convertir-se en els millors del Japó acaba empenyent l'equip cap a la victòria. La resta d'equips de la Generació miraculosa també es classifiquen per a la següent ronda. I arriba el dia del partit entre els Seirin i els Yosen!        |                      |                                                                                           |                         |                          |
| 46 | 21                   | Els primers punts Hatsutokuten!! (初得点！！)                                             | 2 de març de 2014       | 16 de juliol de 2024     |
| Davant la defensa inexpugnable de l'ègida dels Yosen, els Seirin intenten franquejar-la amb passades ràpides i la nova tècnica d'en Kiyoshi, l'Urpa de Cargol. |                      |                                                                                           |                         |                          |
| 47 | 22                   | És evident Kimatterā (決まってらぁ)                                                       | 9 de març de 2014       | 17 de juliol de 2024     |
| Després que en Kuroko hagi anotat el primer punt, els Seirin comencen a remuntar. Al tercer quart, el combat entre en Himuro i en Kagami comença de veritat. Amb el seu Tir Miratge i els seus moviments elegants, en Himuro demostra estar a l'altura de la Generació Miraculosa. |                      |                                                                                           |                         |                          |
| 48 | 23                   | No vull perdre! Maketakunai! (負けたくない！)                                             | 16 de març de 2014      | 18 de juliol de 2024     |
| Finalment, en Murasakibara surt a atacar! Els Seirin intenten aturar-lo fent-li un triple marcatge, però el seu Martell de Thor resulta imparable. En Kiyoshi cau a terra vençut i li cedeix el lloc a en Kuroko que entra a la pista disposat a fer complir la voluntat d'en Kiyoshi de guanyar. |                      |                                                                                           |                         |                          |
| 49 | 24                   | Ja n'estic tip! Mō ī ya (もういいや)                                                      | 23 de març de 2014      | 19 de juliol de 2024     |
| Els Seirin tenen seriosos problemes per penetrar a la defensa dels Yosen, però gràcies a la nova formació de defensa individual furtiva a tota la pista aconsegueixen mantenir-se a pocs punts dels Yosen. Impacient per canviar la situació en Kagami desitja poder entrar a la zona, però les paraules d'en Kise li faran obrir els ulls. |                      |                                                                                           |                         |                          |
| 50 | 25                   | Guanyarem! Katsu! (勝つ！)                                                                | 30 de març de 2014      | 22 de juliol de 2024     |
| En Kagami entra a la zona i en Murasakibara queda aclaparat. Els Seirin agafen embranzida i en Murasakibara està a punt d'abandonar el partit, però en Himuro el convenç per no fer-ho. Quan falta un minut perquè s'acabi el partit i a sis punts de diferència, en Kiyoshi torna a incorporar-se. |                      |                                                                                           |                         |                          |

### Tercera temporada
| Núm. total | Núm. de la temporada | Títol                                                                                     | Data d'emissió original | Data d'emissió en català |
| --- | -------------------- | ----------------------------------------------------------------------------------------- | ----------------------- | ------------------------ |
| 51 | 1                    | Faig tot el que puc Zenryoku de yatteru dake nande (全カでやってるだけなんで)             | 10 de gener de 2015     | 23 de juliol de 2024     |
| Després de vèncer els Tôô de l'Aomine i els Yosen d'en Murasakibara, els Seirin es classifiquen per les semifinals de la Copa d'Hivern. En Kuroko anima a en Kagami perquè vagi a reconciliar-se amb en Himuro. Al carrer, en Kagami veurà un home enfrontat-se violentament contra l'Alex i en Himuro. Aquell home resulta ser en Shogo Haizaki de l'Acadèmia Fukuda Sogo. Antic membre dels Teiko, que havia sigut titular del primer equip fins que va arribar en Kise... |                      |                                                                                           |                         |                          |
| 52 | 2                    | Me la quedo Ore no mon da (オレのもんだ)                                                  | 17 de gener de 2015     | 24 de juliol de 2024     |
| Comença el partit de quarts de final de la Copa d'Hivern entre els Kaijo i els Fukuda Sogo. Per en Kise, en Haizaki és el rival a qui mai ha pogut vèncer. En Haizaki, que havia sigut titular del primer equip dels Teiko abans que en Kise arribés demostra ser molt bo i resulta tenir una habilitat molt similar a la d'en Kise però no exactament igual... |                      |                                                                                           |                         |                          |
| 53 | 3                    | Surt del mig! Jama sunjanē yo (ジャマすんじゃねーよ)                                      | 24 de gener de 2015     | 25 de juliol de 2024     |
| En Haizaki té l'habilitat de "robar" els moviments que veu tan sols una vegada fent que el seu rival no els pugui tornar a utilitzar. Els Kaijo i també en Kise comencen a quedar-se sense recursos. A més a més la duresa del partit està fent que la lesió d'en Kise empitjori. Els Fukuda Sogo semblen jugar amb avantatge però des del públic en Kuroko alçarà la veu...                                                                                                 |                      |                                                                                           |                         |                          |
| 54 | 4                    | Me les quedo Morattoku wa (もらっとくわ)                                                  | 31 de gener de 2015     | 26 de juliol de 2024     |
| Arriba el dia en que es disputen els partits de les semifinals. En Kagami i en Kuroko s'adonen que tenen les vambes trencades i surten corrents a comprar-ne unes. Però en Kagami no troba la talla i decideixen demanar ajuda a la Momoi. Comença el primer partit de la semifinal entre els Shutoku i els Rakuzan que no només compten amb l'Akashi de la Generació miraculosa sinó també amb tres jugadors dels Cinc Reis sense Corona.                                   |                      |                                                                                           |                         |                          |
| 55 | 5                    | No conec ningú Watashi wa sore o mattaku shirimasen (私はそれを全く知りません)            | 7 de febrer de 2015     | 29 de juliol de 2024     |
| Al segon quart del primer partit de la semifinal de la Copa d'Hivern entre Shutoku i els Rakuzan, el potent driblatge d'en Hayama deixa aclaparat en Miyaji. Ni l'Otsubo ni en Kimura hi tenen res a fer. L'únic que els pot plantar cara és en Midorima que aconsegueix arribar a la mitja part amb un empat. Però després de la mitja part, l'Akashi s'encarregarà de marcar en Midorima en un u contra u...                                                               |                      |                                                                                           |                         |                          |
| 56 | 6                    | Us els oferiré Watashi wa sorera o teikyō shimasu (私はそれらを提供します)                | 14 de febrer de 2015    | 30 de juliol de 2024     |
| Els Shutoku no poden fer res davant dels Ulls d'Emperador de l'Akashi que poden preveure el futur. Però una enginyosa jugada entre en Takao i en Midorima aconsegueix escurçar la diferència en el marcador. A punt d'arribar a l'empat, l'Akashi marca en pròpia cistella deixant-los a tots astorats. |                      |                                                                                           |                         |                          |
| 57 | 7                    | M'agafen ganes de riure Sore wa watashi ni warai o tsukurimasu (それは私に笑いを作ります) | 21 de febrer de 2015    | 31 de juliol de 2024     |
| El partit entre els Shutoku i els Rakuzan arriba al final. Comença el segon partit de la semifinal entre els Seirin i els Kaijo. Durant l'escalfament, en Kise i en Kagami fan una demostració de les seves habilitats. Els dos equips estan impacients per tornar-se a enfrontar després del partit amistós que van disputar a la primavera. |                      |                                                                                           |                         |                          |
| 58 | 8                    | La veritable llum Shin no hikari (真の光)                                                 | 28 de febrer de 2015    | 1 d'agost de 2024        |
| Comença el partit de les semifinals de la Copa d'Hivern entre els Seirin i els Kaijo. Els Kaijo pretenen anticipar-se al seu rival i guanyar el lideratge però només de començar el partit en Kise recorre a la seva Còpia Perfecta. Les presses per remuntar fan que els Seirin no parin de fallar els seus atacs. Per posar-hi remei, la Riko decideix treure a jugar en Furihata.                                                                                         |                      |                                                                                           |                         |                          |
| 59 | 9                    | No ens subestimeu Namen janē (ナメんじゃねぇ！！)                                         | 7 de març de 2015       | 2 d'agost de 2024        |
| El partit entre els Seirin i els Kaijo continua amb un duel entre els asos dels dos equips. El talent d'en Kagami s'ha desfermat i en Kise en sent l'amenaça més que ningú. Però la seva lesió del peu empitjora i es veu obligat a seure a la banqueta. Els Seirin volen aprofitar aquesta oportunitat però els Kaijo no estan disposats a quedar-se enrere. |                      |                                                                                           |                         |                          |
| 60 | 10                   | Per guanyar Katsu tame ni (勝つために)                                                    | 14 de març de 2015      | 5 d'agost de 2024        |
| El partit de la semifinal entre els Kaijo i els Seirin arriba a la segona part. Els Kaijo resisteixen com poden però els Seirin estan imparables i aprofiten l'absència d'en Kise per marcar. A 15 punts de diferència en Kise torna a entrar a la pista tot i que encara queden 4 minuts de partit. Amb la Còpia Perfecta, en Kise fa perillar l'avantatge dels Seirin. |                      |                                                                                           |                         |                          |
| 61 | 11                   | Aquest cop podrem Kondo koso (今度こそ)                                                   | 21 de març de 2015      | 6 d'agost de 2024        |
| En Kise torna a la pista i els Kaijo comencen a remuntar vertiginosament. La persistència dels Kaijo es guanya al públic que no para d'animar-los. Els Seirin se senten pressionats i comencen a cometre errors. Però en Kagami no està disposat a deixar-se influenciar pel públic i fa que el seu equip torni a recuperar la calma. Mentre, en Kuroko sembla que ha trobat una manera de fer front a la Còpia Perfecta d'en Kise.                                          |                      |                                                                                           |                         |                          |
| 62 | 12                   | Un jugador increïble Saikō no senshu desu (最高の選手です)                                | 28 de març de 2015      | 7 d'agost de 2024        |
| En Kuroko ha ideat un pla per anticipar-se als moviments d'en Kise, però per fer-ho necessita observar amb tot detall el seu joc. Mentre, els Seirin intenten contenir com poden la remuntada dels Kaijo, però finalment el marcador es capgira. A falta de 4 segons perquè s'acabi el partit, els Seirin només tindran una oportunitat. |                      |                                                                                           |                         |                          |
| 63 | 13                   | Un dia d'un cel blau Aoi sora no hi (青い空の日)                                          | 4 d'abril de 2015       | 8 d'agost de 2024        |
| La nit abans de disputar la final contra els Rakuzan, en Kuroko explica als seus companys d'equip com va conèixer als membres de la Generació miraculosa. Després d'inscriure's al club de bàsquet de l'Institut Teiko, en Kuroko passa la prova per entrar al tercer equip. A punt de ser expulsat de l'equip, l'Akashi s'interessa per la capacitat que té en Kuroko de passar desapercebut.                                                                               |                      |                                                                                           |                         |                          |
| 64 | 14                   | Ho sento ...Warī (…ワリィ)                                                                | 11 d'abril de 2015      | 9 d'agost de 2024        |
| Al cap de dues setmanes d'inscriure's al club de bàsquet de l'Institut Teiko, en Kise és ascendit al primer equip i l'Akashi substitueix en Nijimura com a capità. Els Teiko es classifiquen pel Torneig Nacional de Basquetbol de Secundària però l'Aomine perd la motivació de jugar. En Kuroko es retroba amb el seu amic de primària, l'Ogiwara... |                      |                                                                                           |                         |                          |
| 65 | 15                   | Nosaltres ja no Bokura wa mou (僕らはもう)                                                | 18 d'abril de 2015      | 12 d'agost de 2024       |
| L'equip de bàsquet de l'Institut Teiko guanya per segon any consecutiu el torneig nacional. Els membres de la Generació miraculosa cada cop són més forts i les tensions entre ells fan trontollar l'equip. L'Aomine comença a faltar als entrenaments. En Murasakibara també vol deixar d'assistir-hi i s'ho juga a un u conta u amb l'Akashi. L'Akashi està a punt de perdre i això fa despertar quelcom a dins seu.                                                       |                      |                                                                                           |                         |                          |
| 66 | 16                   | Què és guanyar? Shōri tte nan desu ka? (勝利ってなんですか？)                             | 25 d'abril de 2015      | 13 d'agost de 2024       |
| Per tercer any consecutiu, els Teiko participen en el torneig nacional de secundària. Els membres de la Generació miraculosa s'entretenen competint a veure qui marca més punts en els partits oficials. Finalment, l'equip de l'Ogiwara es classifica per la final. Però durant el partit de la semifinal, en Kuroko rep un cop i queda inconscient. |                      |                                                                                           |                         |                          |
| 67 | 17                   | Comença la final! Fainaru tippu ofu (決勝戦試合開始!! (ファイナル ティップ オフ))         | 2 de maig de 2015       | 14 d'agost de 2024       |
| Després d'escoltar la història d'en Kuroko sobre l'època en què jugava amb els Teiko, els jugadors dels Seirn es lleven al matí preparats per enfrontar-se a la final. Els Shutoku i els Kaijo, amb en Kise a la banqueta, es disputen la tercera posició. Finalment, arriba el gran moment, la final de la Copa d'Hivern entre els Seirin i els Rakuzan. |                      |                                                                                           |                         |                          |
| 68 | 18                   | És la millor manera? Saikō janē no? (最高じゃねーの？)                                    | 9 de maig de 2015       | 15 d'agost de 2024       |
| Només de començar el partit de la final entre els Rakuzan i els Seirin, en Kagami entra a la Zona. L'Akashi decideix marcar a en Kagami i el venç amb els seus Ulls d'Emperador. En Kuroko continua fent passades però pels jugadors del Rakuzan ja no sembla que passi desapercebut i les habilitats d'en Kuroko han deixat de fer-los efecte. |                      |                                                                                           |                         |                          |
| 69 | 19                   | Els miracles no existeixen Kiseki wa okinai (奇跡は起きない)                              | 16 de maig de 2015      | 16 d'agost de 2024       |
| En Chihiro Mayuzumi resulta ser el sisè jugador fantasma dels Rakuzan. Domina la tècnica de Distracció i fins i tot els llançaments. La Riko treu a jugar en Furihata perquè marqui l'Akashi. A l'exterior, en Hyuga i en Mibuchi s'enfronten en un duel de triples, mentre que a l'interior en Kiyoshi intenta contenir en Nebuya que ha vingut disposat a guanyar la revenja.                                                                                              |                      |                                                                                           |                         |                          |
| 70 | 20                   | Una forta determinació Kakugo no omosa (覚悟の重さ)                                       | 23 de maig de 2015      | 19 d'agost de 2024       |
| Comença la tercera part del partit entre els Seirin i els Rakuzan. Malgrat la diferència en el marcador, els Seirin no es rendeixen i confien amb en Hyuga i en Kagami per remuntar. En Hyuga es discuteix amb l'àrbitre, cosa que acaba provocant la quarta falta, obligant en Hyuga a seure a la banqueta. |                      |                                                                                           |                         |                          |
| 71 | 21                   | Faig tot el que puc Kore demo hisshi dayo (これでも必死だよ)                              | 30 de maig de 2015      | 20 d'agost de 2024       |
| Gràcies a en Kagami, amb la seva defensa d'ampli abast, i en Kuroko, que troba la manera d'aturar en Mayuzumi, els Seirin recuperen l'esperança. Però tot i així, la diferència en el marcador no s'escurça. En Koganei que ha sortit per substituir en Hyuga, se les haurà de veure amb els tres tirs d'en Mibuchi. |                      |                                                                                           |                         |                          |
| 72 | 22                   | És una advertència Chūkoku da (忠告だ)                                                    | 6 de juny de 2015       | 21 d'agost de 2024       |
| Finalment, comença l'últim quart del partit entre els Seirin i els Rakuzan. Falten deu minuts perquè es decideixi qui serà el guanyador de la Copa d'Hivern. Gràcies a en Koganei, en Hyuga descobreix la manera d'aturar els llançaments d'en Mibuchi, i malgrat el risc de ser expulsat per una cinquena falta, surt a jugar. Ara que per fi els Seirin tenen esperances de remuntar, l'Akashi decideix intervenir.                                                        |                      |                                                                                           |                         |                          |
| 73 | 23                   | Per què no ho deixes córrer? Akiramemasen ka (諦めませんか)                               | 13 de juny de 2015      | 22 d'agost de 2024       |
| L'Akashi deixa de costat el seu equip i decideix entrar a la Zona per ocupar-se tot sol no només de l'atac sinó també de la defensa. En Kagami es veu incapaç d'aturar-lo i en Kuroko li proposa d'ajudar-lo. Els dos aconsegueixen parar els peus a l'Akashi amb la pròpia versió dels Ulls d'Emperador. Però, de sobte, l'Akashi patirà una transformació. |                      |                                                                                           |                         |                          |
| 74 | 24                   | Eres tu Omae dattan janē ka (お前だったんじゃねーか)                                      | 20 de juny de 2015      | 23 d'agost de 2024       |
| L'Akashi demana disculpes als seus companys d'equip i torna a la pista havent-se transformat en una persona diferent. Els membres de la Generació Miraculosa s'adonen que es tracta de l'antic Akashi. Les passades perfectes de l'Akashi extreuen el màxim potencial dels seus companys i entren en un estat similar al de la Zona. |                      |                                                                                           |                         |                          |
| 75 | 25                   | Una vegada i una altra Nandodemo (何度でも)                                               | 30 de juny de 2015      | 26 d'agost de 2024       |
| L'Akashi torna a jugar en equip i en Kagami entra a l'autèntica Zona. Però a 40 segons del final del partit, els Seirin continuen a 4 punts de diferència. L'Izuki que intenta mantenir la calma malgrat la situació, roba una passada i en Hyuga encistella amb el llançament del Cel d'en Mibuchi. |                      |                                                                                           |                         |                          |
| 75.5 | OVA                  | Un regal increïble Saikō no purezento desu (最高のプレセントです)                         | 24 de desembre de 2015  | 27 d'agost de 2024       |
| La Satsuki ha organitzat un partit entre els membres la Generació miraculosa pel dia 31 de gener, l'aniversari d'en Kuroko. El més dur de convèncer perquè vingui fins a Tòquio és en Murasakibara. Mentrestant, en Kagami li prepara una festa d'aniversari a en Kuroko a casa seva amb tots els companys del Seirin. |                      |                                                                                           |                         |                          |

### Altres
| Núm.      | Títol                                           | Data d'emissió original                   | Data d'emissió en català |
| --------- | ----------------------------------------------- | ----------------------------------------- | ------------------------ |
| OVA       | Baka ja katenai no yo! (バカじゃ勝てないのよ！) | 4 de desembre de 2013                     |                          |
|           |                                                 |                                           |                          |
| Especial  | Oshaberi shiyokka (お喋りしよっか)              | 21 de desembre de 2012                    |                          |
|           |                                                 |                                           |                          |
| Minisèrie | NG-shū (NG集)                                   | 27 de juliol de 2012 a 22 de març de 2013 |                          |
|           |                                                 |                                           |                          |